# Qaṣba Shrārda

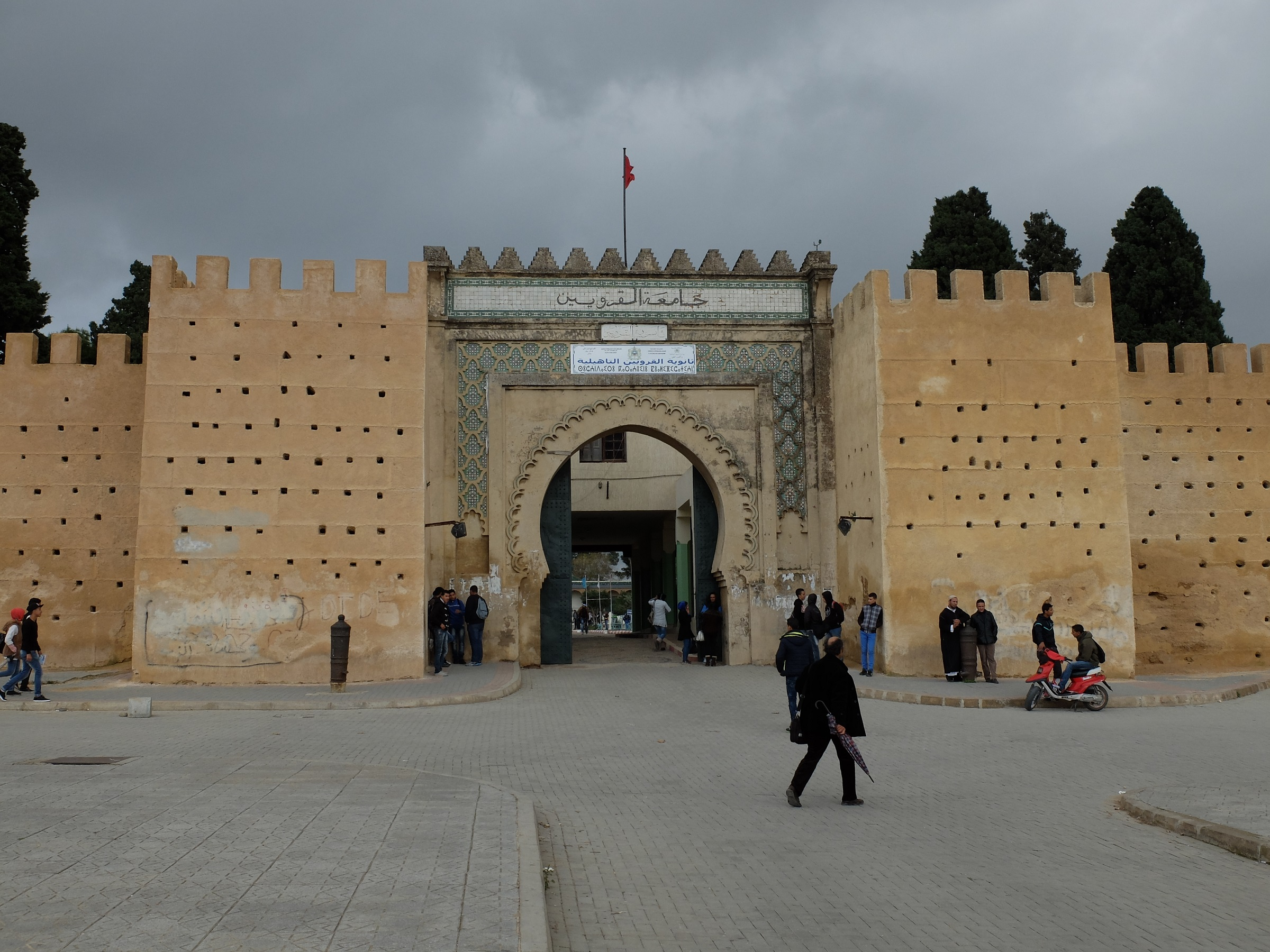
Puerta principal de la qasba.

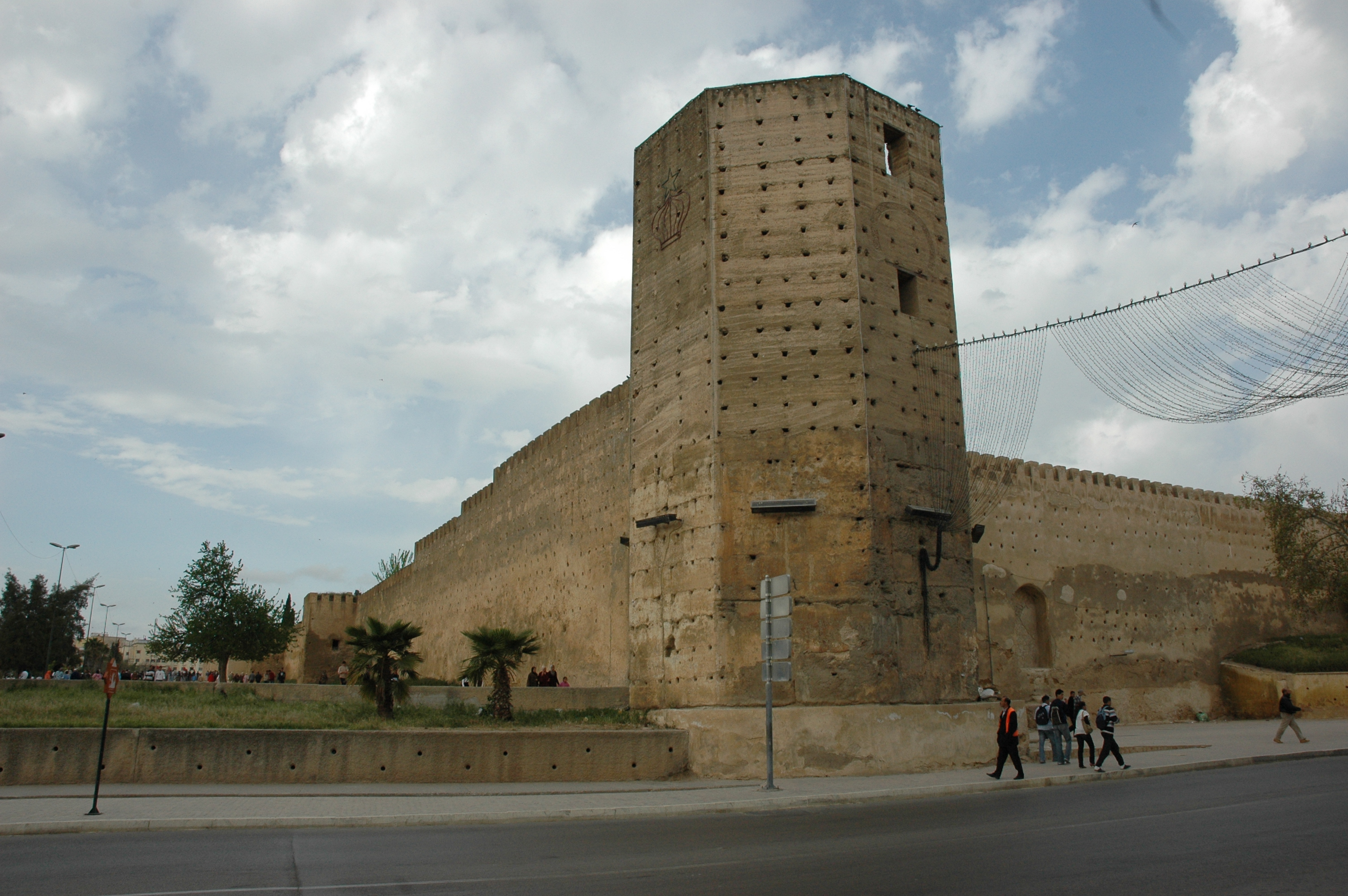
Torre de bastión y muros que pertenecían a la antigua puerta llamada Bab Segma.

La Qasba Shrarda (en árabe: قصبة شراردة‎ Qaṣba Shrārda; en francés, Kasbah Cherarda) es una qasba en Fez, Marruecos, ubicada en las afueras del norte de Nuevo Fez. 
El nombre hace referencia a la tribu magrebí de los Shrarda, cuyo qaid había mandado construir una qasba previa para proteger los graneros de la tribu. : 295–296 Antiguamente, se denominó Qasba el-Jemís ('qasba del jueves'; en árabe: قصبة الخميس‎) ya que en ese día se celebra un mercado semanal a las afueras del muro. La qasba actual fue creada por el sultán alauí Mulay al-Rashid durante 1664-1672 como fortaleza de guarnición para alojar a su guish ('milicia tribal').
La qasba Shrarda Cubre tiene una planta rectangular de 400×550 m. : 294 La tribu de Ashrafah ocupó la fortaleza durante la guerra entre el sultán y su hermano Mohammed, antes de ser deportada. Hoy en día es una de las muchas fortificaciones de Fez, que en su mayoría se encuentran a las afueras de la ciudad, y se utiliza como sede para un hospital, una escuela secundaria y, desde 1959-60, una facultad de la Universidad de al-Qarawiyyin.